# بليروفون

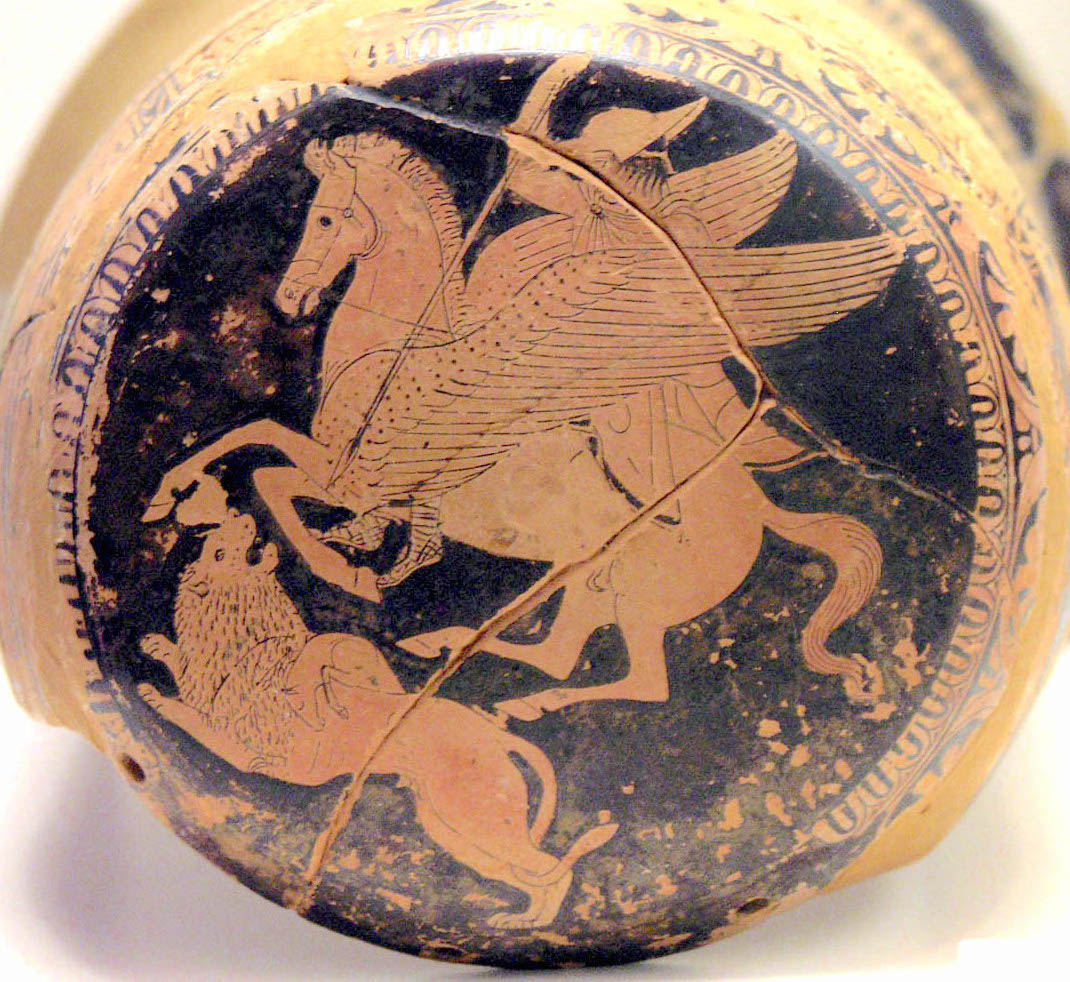
بيليروفون على بيغاسوس وهو يقتل الخيميرا. رسم على فخار من أتيكا يعود للقرن الخامس قبل الميلاد

بليروفون (باليونانية: Βελλεροφῶνn)‏ أو بيليروفونتس (باليونانية: Βελλεροφόντης)‏ هو أحد أبطال الأساطير اليونانية وهو ابن غلاوكوس أو بوسيدون وحفيد سيزيف بطل كورنث. هرب إلى تيرنز لأنه قتل بالخطأ بيليروس بطل كورينث (والذي تقول بعض القصص أنه أخوه) حيث قريبه برويتوس ملك أرغوس الذي استقبله وبرأه من ذنبه.
وقعت زوجة برويتوس (وتدعى أنتيا أو سثينوبويا) في حبه ولكنه صدها فاتهمته باغتصابها فأرسله برويتوس إلى حماه يوباتس ملك ليكيا مع رسالة مختومة بإشارات تفيد بقتل حاملها، وعندما وصل استقبل كضيف وكرم لتسعة أيام وفي العاشر سؤل عن سبب زيارته وسلم الرسالة للملك فقرر الاستجابة بإرساله لقتل الوحش خيميرا الذي كان يدمر المنطقة، فقام بامتطاء الحصان المجنح بيغاسوس فبقي في الهواء بعيدا عن طريق الخيميرا ولكن قريبا كفاية ليقتلها برمح (وتذكر روايات أخرى أنها قتلها بسيف أو بقوس) ثم انطلق في حملة ضد قبيلة سوليمي المتوحشة وثم ضد الأمازونيات وانتصر، ثم قتل الكامنين لقتله وكذلك الذين أرسلهم يوباتس فاثبت بهذا أصله الإلهي.
زوج الملك ابنته لبيليروفون وأعطاه الليكيون أرضا كبيرة ليعيش فيها ويقال أنه عاد لتيرينس لينتقم من أنتيا حيث دعاها للطيران معه على البيغاسوس ورماها في البحر قرب جزيرة ميلوس، وحاول أن يصعد للسماء عبر بيغاسوس لكن هذا جلب عليه غضب الآلهة فأصيب ابنه في معركة مع آرس وقتلت ابنته لاوداميا من قبل آرتميس أما هو فسقط عن جواده وأصبح أعرجا أو أعمى وظل ويهيم على وجه الأرض حتى مماته.
تم تكريمه كبطل في كورينث وليكيا وكانت قصته جزءا من مسرحية يوباتس لسوفوكليس وبيليروفونتس وسثيتنوبويا ليوربيديس. ويظن أنه أتى من نفس الأصل الذي أتى منه بيرسيوس بطل آرغوس لكن الاختلافات في الأعمال ربما كان سببها التنازع بين أرغوس وكورينث، والاثنان مرتبطان بإله الشمس هيليوس وإله البحر بوزيدون بينما أهم ما يجمعهما هو بيغاسوس.